# 치파야어
치파야어(Chipaya, 자기이름 Chipay taqu)는 볼리비아 오루로주에서 사용되는 토착 언어로, 우루치파야어족에 속한다. 연관성이 확인된 유일한 언어인 우루어는 간혹 치파야어의 방언으로 여겨지는데, 과거 우루족이 사용하였으나 최근 사멸하였다. 에스놀로그는 치파야어를 여전히 "활성화된" 언어로 분류하는데, 2,100명의 민족 인구 중 약 1,800명이 여전히 이 언어를 구사하기 때문이다. 치파야어는 케추아어나 스페인어로부터 상당한 영향을 받아 어휘의 3분의 1이 이들 언어의 것으로 대체되어 있다.

## 같이 보기
- 우루치파야어족